# The Passing Shadow (film 1912)
The Passing Shadow è un cortometraggio muto del 1912. Il nome del regista non viene riportato.

## Trama
Il buon cuore di una bambina che si dimostra gentile con un vagabondo alla fine riceverà la sua ricompensa.

## Produzione
Il film fu prodotto dalla Essanay Film Manufacturing Company.

## Distribuzione
Distribuito dalla General Film Company, il film - un cortometraggio a una bobina - uscì nelle sale cinematografiche statunitensi il 14 giugno 1912. Venne distribuito anche nel Regno Unito il 15 agosto 1912.